# Mayumi Tanaka
Mayumi Tanaka (田中 真弓 Tanaka Mayumi), född 15 januari 1955 i Tokyo i Japan, är en japansk röstskådespelerska (seiyū).

## Karriär
Tanaka är känd för sina roller som Monkey D. Luffy i One Piece, Ryūnosuke Fujinami ur Urusei Yatsura, Pazu i Laputa – Slottet i himlen, Krillin, Yajirobe och Uranai Baba i Dragon Ball och som Kirimaru i Nintama Rantarō.
Rollen som Krillin fick hon efter att skaparen Akira Toriyama hört henne porträttera protagonisten Giovanni i filmen Ginga tetsudō no yoru (engelska: Night on the Galactic Railroad).
2011 jobbade hon för Aoni Production och fick då en utmärkelse för att hon som kvinna breddar röstskådespelaryrket i alla medier.